# Tahir Yahya

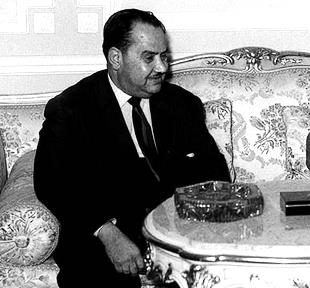
Tahir Yahya (1965)

Tahir Yahya (arabisch طاهر يحيى, DMG Ṭāhir Yaḥyā; * 1913, Tikrit; † 1986) war ein irakischer General und zwischen 1963 und 1968 zweimal Premierminister Iraks unter beiden Arif-Präsidenten. Er gehörte zum Schaya’ischa-Clan der Provinz Tikrit.
Als Offizier war Yahya bereits an der Revolution des 14. Juli 1958 beteiligt, nach einem Putschversuch gegen Abd al-Karim Qasim jedoch 1959 in Ungnade gefallen. Im Namen der Verschwörer nahm er Kontakt zur KDP bzw. zu Kurdenführer Molla Mustafa Barzani auf, um sich dessen Neutralität beim Sturz Qasims zur versichern. Nach der Machtergreifung der Baathisten am 8. Februar 1963 und der Ermordung Qasims trat Yahya der Baath-Partei bei, wurde zum Generalstabschef befördert und führte, letztlich vergeblich, für Premier Ahmad Hasan al-Bakr Verhandlungen mit Barzani über ein Ende des Kurden-Aufstandes.
Während der Machtkämpfe im November 1963 aus der Baath-Partei ausgeschlossen, wurde Yahya am 20. November 1963 von Präsident Abd as-Salam Arif anstelle des abgesetzten al-Bakr zum Vizepremier und Verteidigungsminister bzw. am 8. Mai 1964 zum Premier- und Verteidigungsminister ernannt. Er verfügte die Auflösung der Baath-Nationalgarde und trat der von Arif nach nasseristischem Vorbild geschaffenen Arabischen Sozialistischen Union bei. Yahya setzte sich für eine Rückkehr zum Parlamentarismus, die Aufhebung des Kriegsrechts und die Auflösung des Revolutionären Kommandorates ein. Die Kurdenführer wurden ebenso freigelassen wie inhaftierte Baathisten (Saddam Hussein), doch der Krieg in Kurdistan brach am 4. April 1965 erneut aus, und Yahyas Truppen konnte die Rebellen nicht schlagen.
Yahya verstaatlichte einige Versicherungsgesellschaften, Banken und Großunternehmen der Stahlindustrie, Arif proklamierte die „Sozialistische und Demokratische Republik Irak“ und verkündete den Aufbau eines arabischen Sozialismus nach ägyptischem Vorbild. Zu diesem Zwecke wurde ein gemeinsamer Präsidialrat und eine Vereinigte Politische Führung mit Ägypten gebildet sowie die ägyptische Nationalhymne und der ägyptische Wappenadler übernommen.
Für Deutschland wichtigster Höhepunkt in Yahyas erster Amtszeit war am 12. Mai 1965 der Abbruch der diplomatischen Beziehungen zur Bundesrepublik als Reaktion auf die deutsche Anerkennung Israels. Nassers Ägypten und alle arabischen Staaten folgen einen Tag später dem irakischen Vorbild, nachdem Nasser im Frühjahr schon DDR-Staats- und Parteichef Walter Ulbricht zum Staatsbesuch empfangen hatte. (Irak wird übrigens 1969 auch das erste arabische Land sein, das die DDR diplomatisch anerkennt.) Nachdem Yahyas Regierungsallianz mit den Arabischen Nationalisten (Nasseristen) im Juli 1965 zerbrochen war, ließ ihn auch Präsident Arif zunächst fallen und ersetzte Yahya am 6. September 1965 durch den nasseristischen Luftwaffengeneral Arif Abd ar-Razzaq.
Nach zwei Putschversuchen ar-Razzaqs, dem Präsidentenwechsel unter Premier Abd ar-Rahman al-Bazzaz, dem Scheitern der Regierung des Generals Nadschi Talib (Yahyas Außenminister 1964–65) und der arabischen Niederlage im Sechstagekrieg berief ihn der neue Präsident Abd ar-Rahman Arif am 10. Juli 1967 erneut an die Spitze des Kabinetts. Yahyas „Regierung der militärischen Rettung“ setzte seinen antiimperialistischen Kurs fort und brach auch die Beziehungen zu den USA und Großbritannien ab. Mit sowjetischer Hilfe betrieb Yahya eine unabhängigere Ölpolitik, erschloss das Ölfeld Nord-Rumaila und drängte die Iraqi Petroleum Company zurück.
Der wirtschaftlichen Korruption und der Unzufriedenheit der Militärs wurde er jedoch nicht Herr. Nach einem Ultimatum baathistischer und nationalistischer Offiziere an Arif trat Yahya am 15. Juli 1968 zurück, um den Weg für al-Bakr freizumachen. Arif reagierte aber nicht, am 17. Juli schließlich ergriff al-Bakr in einem unblutigen Staatsstreich die Macht. Yahya ging angeblich zusammen mit Arif ins Exil, wo er 1986 gestorben sein soll. Höchstwahrscheinlich aber beendete Yahya sein Leben in einem irakischen Gefängnis.
| Personendaten    | Personendaten                          |
| ---------------- | -------------------------------------- |
| NAME             | Yahya, Tahir                           |
| KURZBESCHREIBUNG | irakischer General und Premierminister |
| GEBURTSDATUM     | 1913                                   |
| STERBEDATUM      | 1986                                   |